# Kulesze Kościelne
Kulesze Kościelne è un comune rurale polacco del distretto di Wysokie Mazowieckie, nel voivodato della Podlachia.
Ricopre una superficie di 115,45 km² e nel 2004 contava 3 405 abitanti.